# Барвінок Роман Юрійович
Роман Юрійович Барвінок (позивний — Скрипаль; 12 травня 1993, м. Одеса,  Україна — 20 серпня 2022, с. Піски, Донецька область) — український музикант, громадський активіст, військовослужбовець, матрос 503 ОБМП Військово-Морських сил Збройних сил України, учасник російсько-української війни. Кавалер ордена «За мужність» II (2022, посмертно), III ступеня (2022).

## Життєпис
Роман Барвінок народився 12 травня 1993 року в Одесі та хрещений в тій церкві, яку Микола Гоголь описував в повісті «Ніч напередодні Різдва» в с. Диканька
Шкільні роки провів в Одесі.
Музикою займався з чотирьох років, скрипкою — з п'яти, танцями — з трьох.
З 7 років навчався при музучилищі та консерваторії. В 6-му клас перевівся до ОССМШІ ім П. С. Столярського в клас педагога О. В. Павлова.
В 16 років переїхав до Ірпеня і познайомився з УНА-УНСО, а у 18 років вступив в організацію офіційно, хоча вишколи проходив і до офіційного вступу.
9 клас — рік КССМШ.
Згодом вступив на третій курс Полтавське музучилище, але не довчився. 
2012 року брав участь у Мовному майдані.
Виступав у складі ансамблю «Сакартвело» на сцені Одеського оперного театру.
Був побратимом Михайла Жижневського, який одним із перших загинув під час Революції гідності.
З 2014 по 2016 рік присвятив себе сім'ї, бо тоді саме мав стати батьком. Дружина мала проблеми зі здоров’ям і він не міг ризикувати дитиною. Проте сім'я, в певному розумінні, так і не склалася. Але до останнього підтримував близькі та родинні стосунки з донькою та дружиною. 
2016 року пішов до військкомату, але його не взяли в ЗСУ через поганий зір. Після цього він пішов на фронт у лавах УДА.
2020 року долучився до акції «Весна на граніті» 
В кінці травня 2020 підписав контракт з ЗСУ та дав присягу. 
Згодом отримав « Право носити берет кольору морської хвилі», успішно пройшовши лінію перешкод. 
Пізніше воював у складі 503 ОБМП. Став професійним кулеметником, працював з ДШК і НСВ-12,7.
Після початку повномасштабного вторгнення росії в Україну батько Романа, Барвінок Юрій Олександрович, пішов на фронт та разом з сином став на захист України . 
09 березня 2022 року поранений, він прикривав відхід своїх. А потім, коли всі вийшли, кілька кілометрів добирався до медиків, за що отримав орден «За мужність» III ступеня. Сталося це в селі Зачатівка.
Проходив лікування у ВМКЦ ЗР повернувся на фронт, у склад 503 ОБМП.
2 червня 2022 року на фронті загинув його батько Юрій Олександрович Барвінок.
Загинув вранці 20 серпня 2022 року у селищі Піски, що в Донецькій області, від прямого влучання снаряду в бліндаж.
Похований в Києві.

## Нагороди
- ювілейна медаль «30 років Збройним Силам України»  (03.02.2022) - за самовідданість та зразкове виконання службового обов’язку, виявлені у захисті державного суверенітету та територіальної цілісності України та з нагоди 30 річчя Збройних Сил України[5].
- орден «За мужність» II ступеня (23 листопада 2022 посмертно ) — за особисту мужність і самовіддані дії, виявлені у захисті державного суверенітету та територіальної цілісності України, вірність військовій присязі[5].
- орден «За мужність» III ступеня (27 квітня 2022) — за особисту мужність і самовіддані дії, виявлені у захисті державного суверенітету та територіальної цілісності України, вірність військовій присязі[6].